# Гренадерська дивізія «Остпруссен 1»
Гренадерська дивізія «Остпруссен 1» (нім. Grenadier-Division Ostpreußen 1) — гренадерська піхотна дивізія Вермахту за часів Другої світової війни.

## Історія
Гренадерська дивізія «Остпруссен 1» сформована 24 липня 1944 року у Пресіш-Ейлау в Східній Пруссії, але вже 6 серпня 1944 вона була переформована на 561-шу гренадерську дивізію.

### Склад
| 1944                                              |
| ------------------------------------------------- |
| 1-й гренадерський полк «Остпруссен»               |
| 2-й гренадерський полк «Остпруссен»               |
| 1-й артилерійський полк «Остпруссен»              |
| 1-ше дивізійне управління постачання «Остпруссен» |